# 2391 Томіта
2391 Томіта (2391 Tomita) — астероїд головного поясу, відкритий 9 січня 1957 року.
Тіссеранів параметр щодо Юпітера — 3,487.
Названо на честь Томіти (яп. とみた(冨田) томіта).